# Manfred Grabler
Manfred Grabler (Sankt Johann im Pongau, 27 maggio 1947) è un ex sciatore alpino australiano.

## Biografia
Discesista puro austriaco naturalizzato australiano attivo negli anni 1970, Grabler in Coppa del Mondo ottenne il suo unico podio, nonché primo piazzamento di rilievo in carriera, classificandosi 3º, a pari merito con gli austriaci Peter Feyersinger e Josef Walcher, il 18 dicembre 1973 a Zell am See, nella gara che fu vinta dall'austriaco Karl Cordin davanti allo svizzero Roland Collombin. Nella stessa stagione prese parte ai Mondiali di Sankt Moritz 1974, giungendo 6º; in quell'occasione prese il via anche nello slalom gigante, senza concluderlo. L'ultimo piazzamento di rilievo della sua carriera agonistica fu il 6º posto ottenuto nella prova di Coppa del Mondo disputata il 5 gennaio 1975 a Garmisch-Partenkirchen; non prese parte a rassegne olimpiche.

## Palmarès

### Coppa del Mondo
- Miglior piazzamento in classifica generale: 30º nel 1974
- 1 podio
  - 1 terzo posto